# اومبریا
اومبریا (به ایتالیایی: Umbria) یکی از ناحیه‌های ایتالیای مرکزی و از کوچک‌ترین آنها است و مساحت آن ۸٬۴۵۶ کیلومتر مربع بوده و ۹۰۰٬۰۰۰ نفر جمعیت دارد. آبشار کاسکاتا دل مارمور و دریاچه تراسیمنو از مهم‌ترین جاذبه‌های طبیعی اومبریا هستند.

## پروجا
مرکز اومبریا پروجا است؛ که دانشگاه پروجا با ۲۸۰۰۰ دانشجو، موقعیت ممتاز علمی به این ناحیه داده‌است.

## محصولات
تنباکو، روغن زیتون و انگور برای شراب‌گیری از مهم‌ترین محصولات این ناحیه هستند. همچنین ۴۵٪ قارچ دنبلان سیاه ایتالیا را این ناحیه تولید می‌کند.